# 岸久
岸久（日语：／ Kishi Hisashi，1965年—）日本知名調酒師，1996年成為首位獲得國際調酒師協會舉辦的世界雞尾酒錦標賽世界冠軍的日本人。2008年日本厚生勞動省頒授"現代の名工"，是調酒師獲得此殊榮第一人。曾任日本調酒師協會會長。
2000年開設STAR BAR，在銀座、日比谷、京都有店，在銀座另有STAR BAR TIES為一私人酒吧。著有"スタア・バーへ、ようこそ"、"スタア・バーの
カクテルブック"、"DVD付き「カクテルの楽しみ方
BOOK―つくる、味わう」"、"銀座スタア・バー 岸 久のモヒート50glasses"。